# Poza Rica
Poza Rica – miasto we wschodnim Meksyku, w stanie Veracruz, nad rzeką Cazones (uchodzi do Zatoki Meksykańskiej). Około 500 tys. mieszkańców.